# Dynamika molekularna

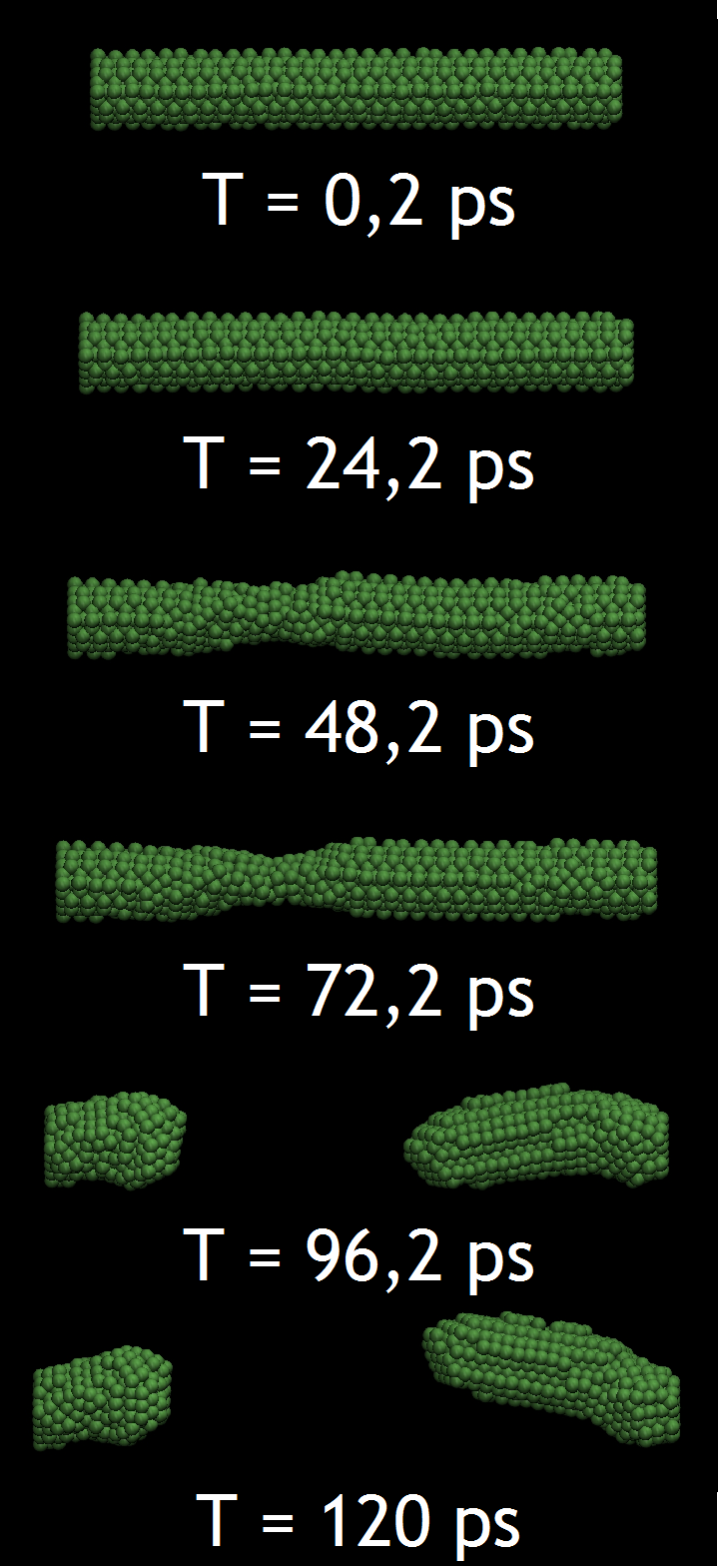
Symulacja rozciągania nanopręta niklowego metodą MD. Parametry symulacji w opisie grafiki.

Dynamika molekularna (MD) – numeryczne rozwiązywanie i komputerowa symulacja przestrzeni fazowej dla modelu układu molekuł. Elementarne poprzez całkowanie równań ruchu Newtona lub kompleksowo z uwzględnieniem licznych oddziaływań w celu uzyskania informacji o właściwościach zależnych od czasu. Oddziaływania między elementami układu są opisywane przez pewną funkcję oraz zespół parametrów dla tej funkcji.
Dynamika molekularna znajduje zastosowanie między innymi w biochemii jako narzędzie do poznawania struktury i oddziaływań w białkach, kwasach nukleinowych i innych biomolekułach.
Istnieje szereg pakietów oprogramowania do prowadzenia symulacji dynamiką molekularną, najpopularniejsze to ABINIT (DFT), AMBER (model klasyczny), CHARMM, GROMACS, GROMOS, Materials Explorer oraz NAMD.